# Cortinaire violet
Cortinarius violaceus
Espèce
Le Cortinaire violet (Cortinarius violaceus) est une espèce de champignons basidiomycètes du genre Cortinarius dans la famille des cortinariacées.

## Généralités
C'est le genre le plus vaste du monde fongique, on y dénombre plus d'un millier d'espèces. Les cortinaires sont des champignons supérieurs, terrestres et putrescents pourvus, au moins dans la jeunesse, de restes d'un voile partiel très léger et filamenteux, aranéeux, appelé cortine. À sa naissance, le Cortinaire est plus ou moins globuleux, mais ne tarde pas à se développer et à prendre la forme qui lui est propre : sa base s'allonge en stipe, tandis que son sommet se dilate en un chapeau garni, sur sa face inférieure, de lamelles rayonnantes. Dans la jeunesse, le champignon est toujours muni d'un voile partiel distinct, tendu sous les lamelles en forme de toile aranéeuse ou de rideau fibrilleux. 
Le nom de genre vient du latin : cortina, rideau, d'où cortine, pour désigner le voile aranéeux ou fibrilleux qui relie le stipe au chapeau.
Spores ellipsoïdes, pruniformes, fusoïdes ou globuleuses, de couleur ocracée, fauve, argilacée, rouillée, cannelle, brune ou bistre olive, se déposant en poussière visible sur les lamelles, sur les filaments du voile et sur le stipe ;

## Description dubasidiome
Le cortinaire violet possède un chapeau (hyménophore) violet intense, foncé au début puis s'éclaircissant, gris noirâtre à la fin. Revêtement d'aspect feutré-squamuleux à pelucheux (comme du velours) mesurant jusqu'à 12 cm. 
- Les lames sont épaisses, moyennement serrées à espacées, subdistantes avec l'âge, violet foncé puis brun purpuracé à brun noirâtre, enfin rapidement colorée par la sporée qui est rouille.

- Le stipe (pied) mesure de 6 à 12 (15) cm de haut pour un diamètre de 1 à 2 cm. Revêtement fibrilleux, violet, claviforme et bulbeux à la base.

- La chair est violette, un peu plus pâle dans le chapeau et l'odeur forte, typique de cuir de Russie, d'iode, de bois de cèdre[1].

## Habitat
Méditerranéen à boréal et subalpin ou montagnard. Pas très commun quoique largement distribué en Europe. Pousse en automne (en août-septembre au Québec), en forêt, sous résineux ou sous feuillus, surtout les bouleaux. Sous tremble (Populus tremula), bouleau (Betula), hêtre (Fagus) sur sol plutôt pauvre à assez riche, souvent herbeux.

## Sporée
La sporée est de couleur rouille.

## Comestibilité
C'est un comestible médiocre. Il colore tous les aliments avec lesquels on le cuit et leur transmet son odeur forte. Une fois séché et moulu très finement, il est utilisé pour aromatiser et agrémenter les plats, auxquels il donne un puissant goût de champignon.

## Confusions
Le cortinaire violet peut être éventuellement confondu avec Lepista nuda, le pied bleu qui n'est jamais aussi violet.

## Galerie

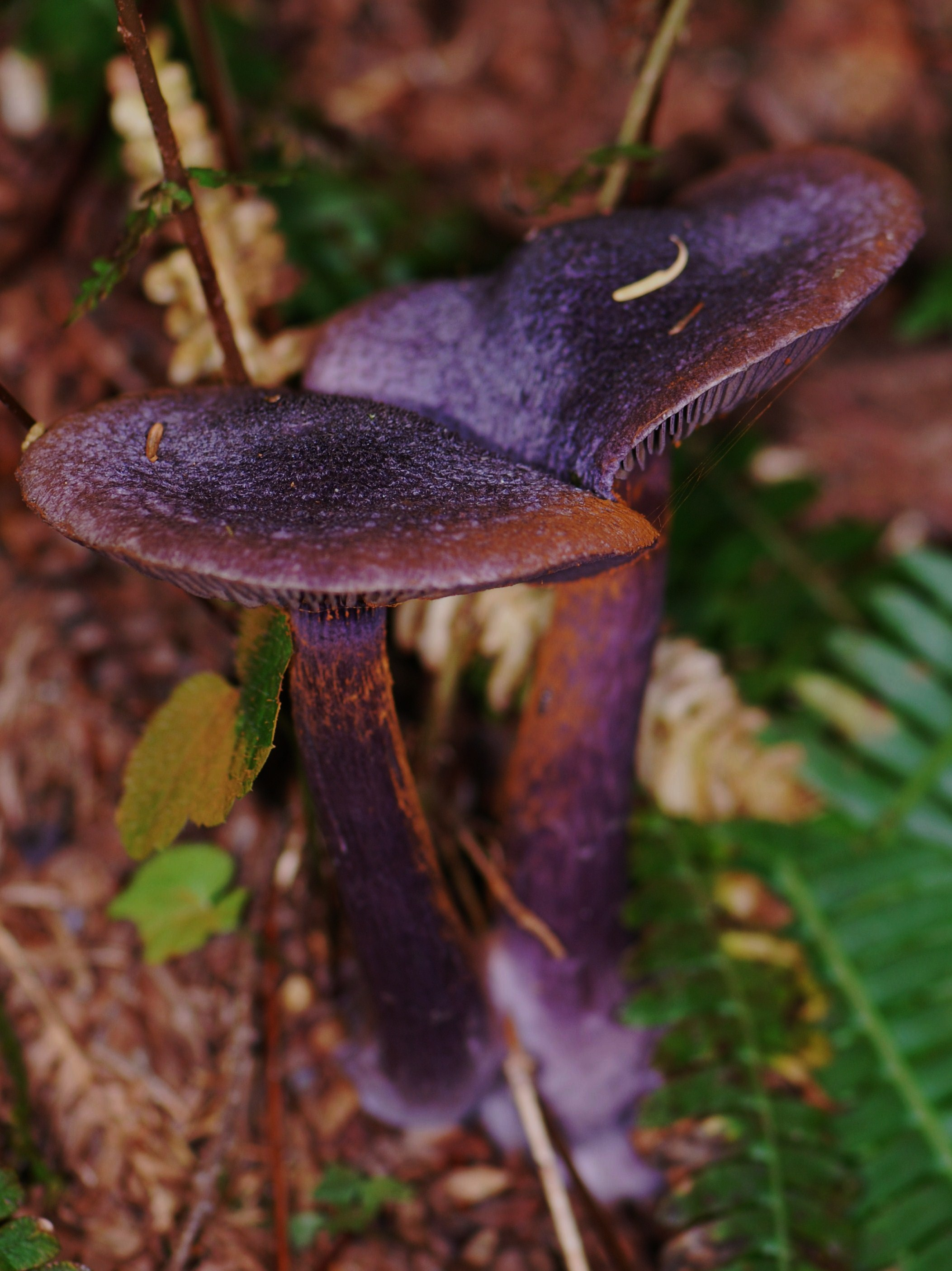
In situ
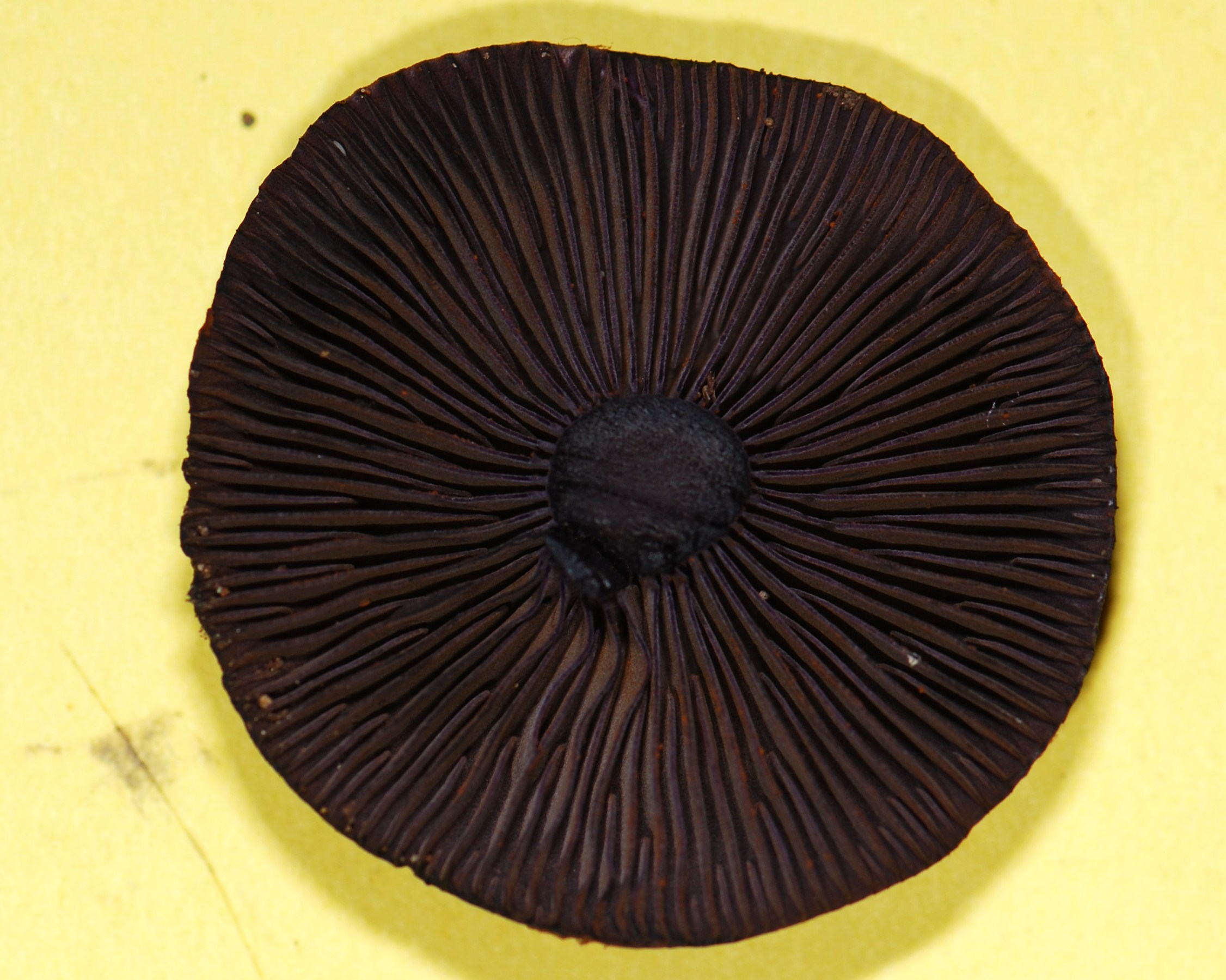
Lames
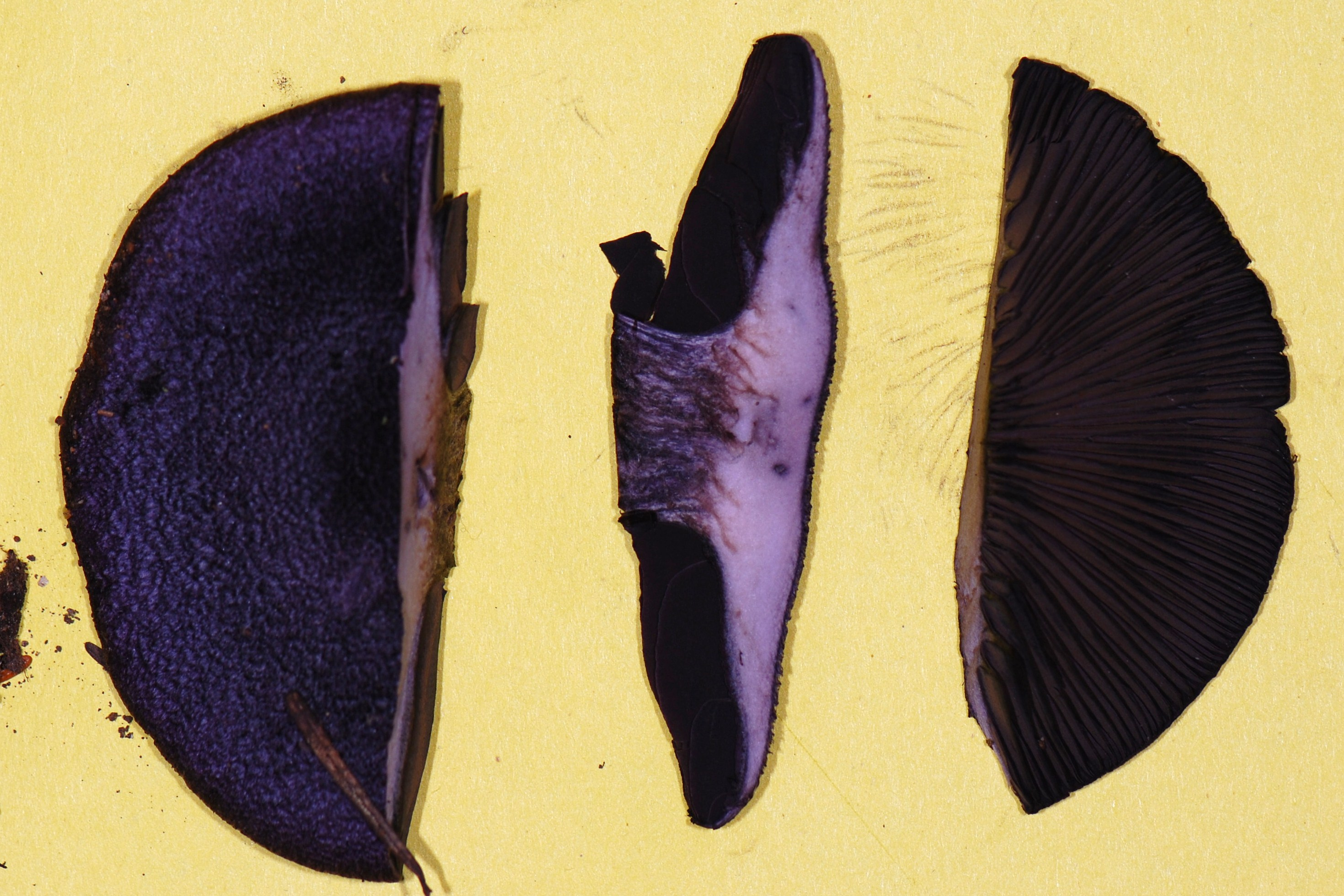
Coupe
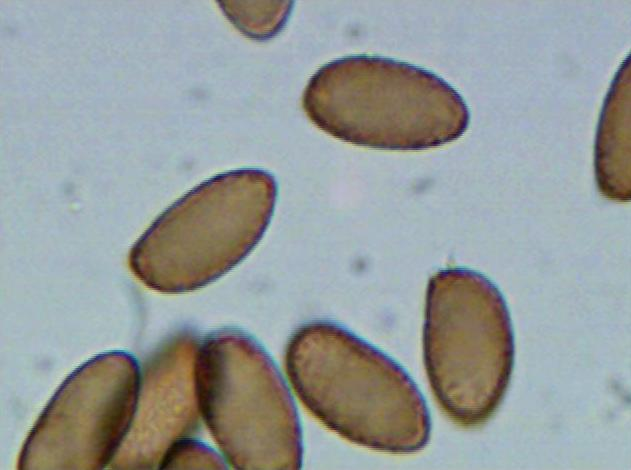
Spores